# كلارا هاغارتي
كلارا هاغارتي (بالإنجليزية: Clara Hagarty)‏ (1871 في تورونتو - 1958 في تورونتو) فنانة، ورسامة من كندا.